# Aziz Ansari
Aziz Ismail Ansari (født d. 23. februar 1983) er en amerikansk skuespiller, komiker, forfatter, instruktør og producer. Han er kendt for sin rolle som Tom Haverford i NBC-serien Parks and Recreation (2009–2015) og som skaber og stjerne i Netflix-serien Master of None (2015–), som han har vundet adskillige skuespiller- og forfatterpriser for, herunder to Emmy og en Golden Globe, hvilket var første gang prisen blev givet til en indisk-amerikansk og asiatisk-amerikansk tv-skuespiller.
Ansari begyndte at optræde med comedy i New York City, mens han var studerende på NYU Stern i 2000. Han var senere medskaber og medvirkede i MTV's sketch-comedy program Human Giant, hvorefter han havde skuespillerroller i en række spillefilm. Fra 2009 til 2015 blev Ansari kendt for sin rolle som Tom Haverford i NBC sitcom Parks and Recreation. I 2015 var Ansari medskaber samt medvirkede i de første to sæsoner af Netflix' kritikerroste serie Master of None, i hvilken han også har medvirket som forfatter og instruktør.
Som stand-up komiker udgav Ansari sin første komediespecial, Intimate Moments for a Sensual Evening, i januar 2010 på Comedy Central Records. Han fortsatte med at optræde med stand-up på turné og på Netflix. Hans første bog, Modern Romance: An Investigation, blev udgivet i juni 2015. Han blev nævnt på Time 100-listen over mest indflydelsesrige personer i 2016. I juli 2019 udgav Ansari sin femte komediespecial Aziz Ansari: Right Now, som blev nomineret til en Grammy Award for bedste komediealbum. I 2021 udgav Netflix , Master of None Presents: Moments in Love, som Ansari skrev og instruerede.

## Opvækst
Ansari blev født i Columbia, South Carolina af indiske tamil-muslimske forældre, der havde immigreret fra Tamil Nadu, Sydindien. Ansari voksede op i Bennettsville, South Carolina hvor han gik på Marlboro Academy samt South Carolina Governor's School for Science and Mathematics. Han dimitterede fra New York University Stern School of Business i 2004 med en Bachelor of Business-grad i marketing. Hans mor, Fatima, er fødselslæge og gynækolog og hans far, Shoukath, er gastroenterolog. Begge hans forældre optrådte i de første to sæsoner af Master of None.

## Karriere

### Tidlig karriere
Ansari optrådte ofte på Upright Citizens Brigade Theatre, såvel som i ugentlige shows som Invite Them Up. I 2005 inkluderede Rolling Stone ham på deres årlige "Hot List" som deres valg til "Hot Standup", og han vandt juryprisen for "Bedste Standup" ved HBO's 2006 US Comedy Arts Festival i Aspen, Colorado.

### Humant Giant
I sommeren 2005 begyndte Ansari at samarbejde med medkomikerne Rob Huebel og Paul Scheer (begge fra impro-truppen Respecto Montalban), samt instruktør Jason Woliner om at lave kortfilm. Den første serie skabt af gruppen var Shutterbugs, som fulgte Huebel og Ansari som møjsommelige børnetalent-agenter. Serien blev fulgt op af Illusionators, hvor i Ansari og Scheer medvirkede som Criss Angel-stilede goth magikere. I midten af 2006 godkendte MTV Human Giant, en sketchprogramserie fra gruppen, som havde premiere d. 5. april 2007. Programmet kørte i to sæsoner, og gruppen blev tilbudt en tredje sæson, men de valgte at forfølge andre muligheder. Ansari blev så tilbudt rollen som Tom Haverford på Parks and Recreation, og da gruppen var vant til forfatte alt materiale sammen, besluttede de, som Scheer fortalte Vulture, "det ville være bedre, hvis vi gik hver for sig som venner i stedet for at brænde ud på hinanden og programmet."

### Pars and recreation
I juni 2008 blev Ansari annonceret som den første i rollebesætningen til NBC's komedieserie Parks and Recreation. Serien havde premiere i april 2009 med Ansari som en af hovedpersonerne, Tom Haverford, i seriens alle syv sæsoner. Ansaris optræden blev rost af anmelderne, herunder Entertainment Weekly, TV Guide og Yahoo! TV, som gav ham i 1. pladsen på listen over "TV MVPS".

### Master of None
Fra november 2015 spillede Ansari hovedrollen som Dev Shah i Netflix originale serie Master of None, som han skabte og skrev sammen med Parks and Recreation-forfatteren Alan Yang. James Poniewozik fra The New York Times kaldte serien "årets bedste komedie" og roste dets genreoverskridende appel. Serien kørte oprindeligt i to sæsoner. Produktionsarbejdet på en tredje sæson begyndte i begyndelsen af 2020 i London, men blev sat i bero på grund af COVID-19-pandemien. I januar 2021 var produktionen klar til at genoptage, og Naomi Ackie kom med i castet. Sæsonen blev udgivet i maj 2021.
Ansaris optræden i serien gav ham en nominering til Golden Globe Award for "Bedste mandlige skuespiller – tv-serie, musical eller komedie". Serien modtog fire Emmy-nomineringer i 2016: "Fremragende komedieserie", "Fremragende forfatterskab i en komedieserie" til Ansari og Yang, og "Enestående instruktion i en komedieserie" og "Fremragende mandlige hovedrolle i en komedieserie" til Ansari; Yang og Ansari vandt en Emmy for "Fremragende forfatterskab i en komedieserie" for episoden "Parents". Yang og Ansari blev også hædret med en Peabody Award i maj 2016 for serien.
I 2018 vandt Ansari en Golden Globe for "Bedste skuespiller i en tv-komedie" for serien; dette gjorde ham til den første asiatisk-amerikanske tv-skuespiller til at vinde den pris.

### Andet tv-arbejde
Ud over sit arbejde med Parks and Recreation optrådte Ansari i HBO- serien Flight of the Conchords som en excentrisk frugtsælger, der havde svært ved at se forskel på australiere og newzealændere. Han havde en tilbagevendende rolle i sæson otte af ABC sitcom Scrubs som Ed, en ny praktikant på hospitalet. Ansaris karakter blev afskrevet fra showet, så han kunne arbejde på Parks and Recreation . Ansari har også en tilbagevendende rolle i den animerede komedie Bob's Burgers som Darryl.
I august 2011 optrådte Ansari i musikvideoen til sangen "Otis" af Jay-Z og Kanye West fra deres samarbejdsalbum Watch the Throne.
Ansari var vært på Saturday Night Live-afsnittet d. 21. januar 2017 og blev den første person af indisk oprindelse til at gøre det.

### Filmkarriere
Ansari har optrådt i adskillige film, herunder Get Him to the Greek, I Love You, Man, 30 Minutes or Less, This Is the End og Observe and Report. I 2009 optrådte Ansari i Judd Apatow- filmen Funny People. Apatow kunne lide Ansaris karakter, "Randy", og gav ham og Human Giant- samarbejdspartneren Jason Woliner til opgave at skabe online-shorts centreret omkring hans karakter, for at promovere filmen. Disse shorts viste sig at være succesrige, og karakteren blev genstand for en af de filmideer, som Ansari og Woliner udvikler for Apatow Productions . To andre idéer i udvikling er Let's Do This, en roadmovie om to motiverende talere, og en titelløs film om to vanærede astronauter, der skal vende tilbage til rummet for at rense deres navne. Ansari er knyttet til at medvirke i en anden film med Danny McBride baseret på en idé fra Ansari og 30 Rock- skribenten Matt Hubbard . I april 2010 blev det annonceret, at Ansari ville medvirke i filmen 30 Minutes or Less . Filmen blev instrueret af Ruben Fleischer og medvirkede Jesse Eisenberg og McBride. Filmen blev udgivet den 12. august 2011.

### Stand-up
Ansari har turneret som stand-up-komiker. I 2006 og 2007 turnerede han med comedy-trupperne Comedians of Comedy og Flight of the Conchords. I slutningen af 2008 og begyndelsen af 2009 blev hans egen komedieturné, Glow in the Dark Tour, grundlaget for en dvd/cd-special på Comedy Central. Sættet, med titlen Intimate Moments for a Sensual Evening, blev sendt 17. januar 2010.
Ansaris komediestil har en tendens til at fokusere på aspekter af hans personlige liv. "Jeg kan godt lide at tale om ting, der foregår i mit liv, for det vil altid være anderledes og originalt", siger han. "Ingen andre vil jo fortælle om mine personlige oplevelser".
I juli 2010 begyndte Ansari på en ny turné, Dangerously Delicious, som blev vist i biografer over hele USA; blandt andet ved Bonnaroo Music Festival og Carnegie Hall i New York City. Turnéen blev afsluttet med at blive optaget som del af en special, Dangerously Delicious på Warner Theatre i Washington, DC, i juni 2011. Denne special blev udgivet på Ansaris egen hjemmeside i marts 2012 til download eller stream.
I marts 2012 annoncerede Ansari en ny turné med titlen "Buried Alive", med datoer planlagt til Q2/Q3 2012. En tredje stand-up special, Aziz Ansari: Buried Alive, blev filmet under turnéen på Merriam Theatre i Philadelphia, Pennsylvania, og havde premiere på Netflix den 1. november 2013. Hans special fra 2015, Aziz Ansari: Live at Madison Square Garden, havde også premiere på Netflix.
I februar 2019 begyndte Ansari en ny stand-up-turné med titlen The Road to Nowhere, som var hans officielle offentlige tilbagevenden efter beskyldningerne om seksuel misbrug og den mediestorm, der havde sat hans karriere på pause i 2018. Forestillingen omhandlede begivenhederne fra det forgangne år og berørte emner lige fra kulturel tilegnelse, racisme til seksuel forseelse. Hans næste komediespecial Aziz Ansari: Right Now blev udgivet den 9. juli 2019.
I maj 2019 slog Ansari sig sammen med Dave Chappelle til tre shows i Austin, Texas på Paramount Theatre.

### Forfatterskab
Ansaris bog, Modern Romance: An Investigation, blev udgivet den 16. juni 2015. Bogen handler om datinglivets komiske faldgruber i den moderne verden og er skrevet sammen med sociologen Eric Klinenberg.

## Privatliv
Ansari blev opdraget som muslim men har beskrevet sig selv som "ikke religiøs" på Twitter.
I 2014 identificerede han sig selv som feminist og sagde, at hans kæreste har været med til at påvirke ham. Ansari inkorporerede også en afsnit om feminisme med titlen "Ladies and Gentlemen" i Master of None. I et interview i 2015 fortalte han om afsnittets betydning for ham og sagde "Jeg syntes, det var interessant, at det her sker, men alligevel er der så mange, der ikke er klar over det. Og problemet er, at folk ikke taler om det. Det, jeg har lært som fyr, er bare at stille spørgsmål til kvinder og lytte til, hvad de har at sige. Spørg din gruppe af kvindelige venner og spørg dem om hvor mange gange, de har oplevet sexisme på deres arbejde, og du vil blive blæst bagover af de ting, de fortæller dig."
Ansari er en "foodie" (selvom han ikke kan lide udtrykket); han og hans venner Eric Wareheim og Jason Woliner har lavet det de kaldte "The Food Club", som går ud på, at de iført jakkesæt og kaptajnshatte, belønner restauranter med "Food Club"-platter. Platterne har deres ansigter indgraveret sammen med ordene: "Madklubben har spist her og vurderet, at den er platteværdig". Han forklarede til Vanity Fair: "Det er en virkelig seriøs platte, og alle de restauranter, vi har givet den, har sat den til skue. Det er sjovt, fordi folk vil gå ind på en restaurant og sige: 'Hvad fanden er Food Club? Hvem er disse fyre ætset i guld?'" De lavede også en tongue-in-cheek-video om klubben til comedytruppen Jash, hvor de optager diskussioner om hvilke restauranter, der er platteværdige.
Ansari var en nær ven af komikeren Harris Wittels, og de arbejdede ofte sammen. Han har en bror, Aniz Adam Ansari, som var med til at skrive et afsnit af Master of None.
Ansari købte en lejlighed i Tribeca, Downtown Manhattan i 2018, som tidligere havde været ejet af New York Rangers-kaptajnen Ryan McDonagh for 5,7 millioner USD.
Ansari har siden slutningen af 2018 været kæreste med den danske fysikforsker, Serena Skov Campbell. Parret skulle eftersigende have mødtes i London, hvor Campbell arbejdede. Parret blev forlovet i november 2021 til stor glæde for begges familier. Ansari har siden udtalt, at deres forhåbentlig kommende børn vil blive opdraget mere indiske end danske.

### Anklager om seksuel krænkelser
I januar 2018 anklagede en kvinde, der brugte pseudonymet "Grace", Ansari for seksuel krænkelser i en artikel på Babe.net, et websted, der var rettet mod millennial og Gen-Z-læsere. Ifølge artiklen sendte kvinden senere en sms til Ansari og udtrykte sit ubehag, og han svarede hende med en undskyldning.
Mediekritiker Allison Davis, som senere interviewede artiklens forfatter, Katie Way, kaldte Babe.net-artiklen "en blanding af har-hørt-fra, faktuelle dele og dagen-efter-sladder", og sagde, at det blev et "flashpoint" i diskussionen om #MeToo". Der var uenighed i mediekommentarerne om, hvorvidt hændelsen beskrevet i Babe-artiklen udgjorde seksuel krænkelse. Nogle var enige med Ansari, som sagde, at mødet "efter alle indikationer var fuldstændig konsensuelt," mens andre erklærede, at hans handlinger var kvindehadende, manglede bekræftet samtykke og henviste til en større kultur af skadelige mandlige forventninger. Andre siger, at Ansaris handlinger ikke udgjorde seksuel krænkelse, og at hans anklagers fortælling bagatelliserer #MeToo-bevægelsen ud fra andre former for seksuelt misbrug. Way blev kritiseret for hendes håndtering af historien og for ikke at følge accepterede journalistiske standarder. For The Atlantic skrev James Hamblin, at disse "historier om gråzoner er præcis, hvad [...] skal fortælles og diskuteres." "Selv Ansari, den semi-ironiske ekspert, der forfattede en bog om interpersonel kommunikation [...] så noget helt andet end sin date, Grace", som følte sig tvunget. Ansari trak sig kortvarigt tilbage fra offentligheden efter hændelsen og genoptog standup-comedy i maj 2018.

## Filmografi

### Film
| År   | Titel                      | Rolle          | Noter      |
| ---- | -------------------------- | -------------- | ---------- |
| 2006 | School for Scoundrels      | Klassekammerat |            |
| 2008 | The Rocker                 | Aziz           |            |
| 2009 | Funny People               | Randy Springs  |            |
| 2009 | Observe and Report         | Saddamn        |            |
| 2009 | I Love You, Man            | Eugene         |            |
| 2010 | Get Him to the Greek       | Matty Briggs   |            |
| 2011 | 30 Minutes or Less         | Chet           |            |
| 2011 | What's Your Number?        | Jay            | Stemme     |
| 2012 | Ice Age: Continental Drift | Squint         | Stemme     |
| 2012 | Cruel Summer               |                | Kortfilm   |
| 2013 | Epic                       | Mub            | Stemme     |
| 2013 | This Is the End            | Sig selv       |            |
| 2014 | Date and Switch            | Marcus         |            |
| 2014 | Food Club                  | Captain Ansari | Kortfilm   |
| 2017 | The Problem with Apu       | Sig selv       | Dokumentar |

### Tv
| År               | Titel                                    | Rolle                   | Noter                                                                           |
| ---------------- | ---------------------------------------- | ----------------------- | ------------------------------------------------------------------------------- |
| 2004             | Uncle Morty's Dub Shack                  | MC Bricklayer           | Afsnit: "Didja Listen to My Demo?"                                              |
| 2007             | Flight of the Conchords                  | Sinjay                  | Afsnit: "Drive By"                                                              |
| 2007–08          | Human Giant                              | Forskellige roller      | Også medskaber, forfatter, executive producer 2 sæsoner – 20 afsnit             |
| 2008             | Worst Week                               | Arbejder i lighuset     | Afsnit: "Pilot"                                                                 |
| 2009             | Reno 911!                                | Forsikringssælger       | 3 afsnit                                                                        |
| 2009             | Scrubs                                   | Ed Dhandapani           | 4 afsnit                                                                        |
| 2009–15, 2020    | Parks and Recreation                     | Tom Haverford           | Fast rolle, 122 afsnit, 7 sæsoner                                               |
| 2010             | Intimate Moments for a Sensual Evening   | Sig selv                | Tv-special                                                                      |
| 2010             | The Life & Times of Tim                  | Gabe                    | Afsnit: "Nagging Blonde/Tim & the Elephant"                                     |
| 2010             | 2010 MTV Movie Awards                    | Sig selv/vært           | Tv-special                                                                      |
| 2012             | Dangerously Delicious                    | Sig selv                | Tv-special                                                                      |
| 2012             | NTSF:SD:SUV::                            | The Toucher             | Afsnit: "Prairie Dog Companion"                                                 |
| 2012–18          | Bob's Burgers                            | Darryl (stemme)         | 13 afsnit                                                                       |
| 2013             | The Venture Bros.                        | Martin (stemme)         | Afsnit: "What Color Is Your Cleansuit?"                                         |
| 2013             | Comedy Bang! Bang!                       | Sig selv                | Afsnit: "Aziz Ansari Wears A Charcoal Blazer"                                   |
| 2013             | The Comedy Central Roast of James Franco | Roaster (sig selv)      | Tv-special                                                                      |
| 2013             | The Getaway                              | Vært                    | Afsnit: "Aziz Ansari in Hong Kong"                                              |
| 2013             | Buried Alive                             | Sig selv                | Tv-special                                                                      |
| 2013             | Wander Over Yonder                       | Westley                 | Stemme Afsnit: "The Little Guy"                                                 |
| 2013             | Arcade Fire in Here Comes The Night Time | Li'l Bud                | Tv-special                                                                      |
| 2013–14          | Ben 10: Omniverse                        | Billy Billions (stemme) | 2 afsnit                                                                        |
| 2013–15          | The League                               | Dr. Hector Rocha        | 2 afsnit                                                                        |
| 2013–15          | Adventure Time                           | DMO (stemme)            | 3 afsnit                                                                        |
| 2014             | Comedians in Cars Getting Coffee         | Sig selv (gæst)         | Afsnit: "It's Like Pushing a Building Off a Cliff"                              |
| 2015             | Kroll Show                               | Sly Dufrense            | Afsnit: "Body Bouncers"                                                         |
| 2015             | Major Lazer                              | Goosh (stemme)          | Afsnit: "I'm Gonna Git You Suckoid"                                             |
| 2015             | Live at Madison Square Garden            | Sig selv                | Tv-special                                                                      |
| 2015, 2017, 2021 | Master of None                           | Dev Shah                | Også medskaber, executive producer, forfatter, instruktør 3 sæsoner – 22 afsnit |
| 2016             | Animals.                                 | Charles (stemme)        | Afsnit: "Dogs."                                                                 |
| 2017             | Saturday Night Live                      | Sig selv/vært           | Afsnit: "Aziz Ansari/Big Sean"                                                  |
| 2018             | Ugly Delicious                           | Sig selv                | Afsnit: "Pizza."                                                                |
| 2019             | Aziz Ansari: Right Now                   | Sig selv                | Netflix special                                                                 |
| 2020             | Mark Twain Prize: Dave Chappelle         | Sig selv                | Tv-special, PBS                                                                 |

### Musikvideoer
| År   | Artist               | Sang   | Rolle    |
| ---- | -------------------- | ------ | -------- |
| 2011 | Jay-Z and Kanye West | "Otis" | Sig selv |

### Diskografi
- Intimate Moments for a Sensual Evening (Comedy Central Records, 2010)
- Dangerously Delicious (Comedy Central Records, 2012)
- Buried Alive (Comedy Central Records, 2015)

### Standup-specials
- Intimate Moments for a Sensual Evening (udgivet på Comedy Central og DVD, 2010)
- Aziz Ansari: Dangerously Delicious (udgivet på Aziz' webside, 2012)
- Aziz Ansari: Buried Alive (udgivet på Netflix, 2013)
- Aziz Ansari: Live at Madison Square Garden (udgivet på Netflix, 2015)
- Aziz Ansari: Right Now (udgivet på Netflix, 2019)

## Priser og nomineringer
I 2016 var Ansari modtager af Smithsonian Magazine's American Ingenuity Award for Performing Arts. I 2017 valgte Rolling Stone Aziz Ansari som nr. 49 på deres liste over de bedste stand-up-komikere gennem tiden.
| År   | Pris                                       | Kategori                                                           | Arbejde                              | Resultat  | Ref.   |
| ---- | ------------------------------------------ | ------------------------------------------------------------------ | ------------------------------------ | --------- | ------ |
| 2009 | Denver Film Critics Society Award          | Best Acting Ensemble                                               | I Love You, Man                      | Nomineret |        |
| 2010 | Teen Choice Award                          | Choice Comedian                                                    | Choice Comedian                      | Nomineret |        |
| 2012 | Poppy Awards                               | Best Supporting Actor, Comedy                                      | Parks and Recreation                 | Nomineret |        |
| 2013 | NAACP Image Award                          | Outstanding Supporting Actor in a Comedy Series                    | Parks and Recreation                 | Nomineret |        |
| 2014 | American Comedy Award                      | Best Comedy Supporting Actor – TV                                  | Parks and Recreation                 | Nomineret | [ 68 ] |
| 2014 | American Comedy Award                      | Comedy Special of the Year                                         | Aziz Ansari: Buried Alive            | Nomineret | [ 69 ] |
| 2014 | BTVA Voice Acting Award                    | Breakthrough Voice Actor of the Year                               | Breakthrough Voice Actor of the Year | Nomineret |        |
| 2014 | BTVA Voice Acting Award                    | Best Male Vocal Performance in a Feature Film in a Supporting Role | Epic                                 | Nomineret |        |
| 2014 | Young Hollywood Award                      | Cuz You're Funny                                                   | Aziz Ansari                          | Nomineret | [ 70 ] |
| 2014 | Variety Power of Comedy Award              | N/A                                                                | Aziz Ansari                          | Vundet    | [ 71 ] |
| 2016 | Golden Globe Award                         | Best Actor – Television Series Musical or Comedy                   | Master of None                       | Nomineret | [ 27 ] |
| 2016 | Critics' Choice Television Award           | Best Actor in a Comedy Series                                      | Master of None                       | Nomineret | [ 72 ] |
| 2016 | Critics' Choice Television Award           | Best Comedy Series                                                 | Master of None                       | Vundet    |        |
| 2016 | Dorian Award                               | TV Comedy of the Year                                              | Master of None                       | Nomineret |        |
| 2016 | Gold Derby TV Award                        | Best Comedy Series                                                 | Master of None                       | Nomineret |        |
| 2016 | Gold Derby TV Award                        | Best Comedy Lead Actor                                             | Master of None                       | Nomineret |        |
| 2016 | NAACP Image Award                          | Outstanding Writing in a Comedy Series                             | Master of None                       | Nomineret |        |
| 2016 | NAACP Image Award                          | Outstanding Directing in a Comedy Series                           | Master of None                       | Nomineret |        |
| 2016 | Online Film & Television Association Award | Best Actor in a Comedy Series                                      | Master of None                       | Nomineret |        |
| 2016 | Online Film & Television Association Award | Best Direction in a Comedy Series                                  | Master of None                       | Nomineret |        |
| 2016 | Online Film & Television Association Award | Best Writing in a Comedy Series                                    | Master of None                       | Nomineret |        |
| 2016 | Peabody Award                              | Peabody Award                                                      | Master of None                       | Vundet    | [ 73 ] |
| 2016 | Primetime Emmy Award                       | Outstanding Comedy Series                                          | Master of None                       | Nomineret | [ 74 ] |
| 2016 | Primetime Emmy Award                       | Outstanding Lead Actor in a Comedy Series                          | Master of None                       | Nomineret | [ 74 ] |
| 2016 | Primetime Emmy Award                       | Outstanding Writing for a Comedy Series (shared with Alan Yang)    | Master of None                       | Vundet    | [ 74 ] |
| 2016 | Primetime Emmy Award                       | Outstanding Directing for a Comedy Series                          | Master of None                       | Nomineret | [ 74 ] |
| 2016 | TCA Award                                  | Individual Achievement in Comedy                                   | Master of None                       | Nomineret | [ 75 ] |
| 2016 | TCA Award                                  | Outstanding Achievement in Comedy                                  | Master of None                       | Nomineret | [ 75 ] |
| 2016 | TCA Award                                  | Outstanding New Program                                            | Master of None                       | Nomineret | [ 75 ] |
| 2017 | People's Choice Awards                     | Favorite Premium Series Actor                                      | Master of None                       | Nomineret | [ 76 ] |
| 2017 | Primetime Emmy Award                       | Outstanding Comedy Series                                          | Master of None                       | Nomineret | [ 77 ] |
| 2017 | Primetime Emmy Award                       | Outstanding Lead Actor in a Comedy Series                          | Master of None                       | Nomineret | [ 77 ] |
| 2017 | Primetime Emmy Award                       | Outstanding Writing for a Comedy Series (shared with Lena Waithe)  | Master of None                       | Vundet    | [ 77 ] |
| 2017 | TCA Award                                  | Individual Achievement in Comedy                                   | Master of None                       | Nomineret | [ 78 ] |
| 2017 | TCA Award                                  | Outstanding Achievement in Comedy                                  | Master of None                       | Nomineret | [ 78 ] |
| 2017 | Golden Globe Award                         | Best Actor – Television Series Musical or Comedy                   | Master of None                       | Vundet    | [ 79 ] |
| 2017 | Screen Actors Guild Award                  | Outstanding Performance by a Male Actor in a Comedy Series         | Master of None                       | Nomineret | [ 80 ] |
| 2020 | Grammy Award                               | Best Comedy Album                                                  | Right Now                            | Nomineret | [ 81 ] |